# スッごい!おとなの時間
スッごい!おとなの時間（すっごい・おとなのじかん）は、毎日放送ラジオ（MBSラジオ）で放送されていたラジオ番組である。
なお放送開始・終了日などはあくまで暦日で表記しているため、注意のこと。

## パーソナリティー
- ケンドーコバヤシ
- バッファロー吾郎（木村明浩・竹若元博）
- 中村香奈（当時MBSアナウンサー、開始 - 2005年8月13日）
- 松本麻衣子（MBSアナウンサー、2005年8月20日 - 2008年3月29日）

## 概要
番組開始時は「ケンドーコバヤシおとなの時間」という番組タイトルだったが、番組終了半年後に現在のタイトルで復活。月に一度うめだ花月にて公開録音が行われていた。
番組開始時のタイトルコールはケンドーコバヤシのモノマネでの「スッごい!」と、他の出演者の"ケンドーコバヤシのモノマネのモノマネ"での「おとなの時間」、という構成になっている。ケンコバのモノマネは有名芸能人、楽屋でのお笑い芸人、マニアックなCMのフレーズ、アニメキャラクター、アニメ化されていない漫画のキャラクター、現象など様々であった。（最末期は竹若のものまね、ただし強制されたものとなっていた）。番組エンディングには、バッファロー吾郎木村がモノマネで「エンディングでーす」とコールする。当初はタモリのモノマネ（コージー冨田の持ちネタ）で行っていたが、後半は松崎しげるや中畑清など新モノマネの実験場となっていた。
基本的に関西ローカル番組だが、BGMが流れるオープニングやエンディング部分をカットしたものが、番組ホームページ上でストリーミング配信されており、全国で聴く事ができる。更新日は通常ラジオ放送からおよそ2〜3日後の毎週月〜火曜日。
かつては固定されたコーナーがいくつか存在したが、放送時間短縮に伴い、1回の放送でケンドーコバヤシとバッファロー吾郎の3人のうち1人がメイン企画を担当する形式に変更された。その企画は主にトークコーナーとなるため、基本的にハガキやメールはほとんど読まれず、また届く事もほとんど無いという。プレゼント企画などが催された際には大量のハガキが届く事もあるが、大抵の場合2〜3人のリスナーがひとりあたり50〜100通近く送ってくる事が半ば恒例となっている。ただその代わりとして、番組HPに設けられたBBSの書き込みに対して、番組内でレスをつけるという企画コーナーが不定期に実施されていた。
番組終了後の2008年4月から9月まで、同局の「丑バラ」枠でバッファロー吾郎出演の「バッファロー吾郎の赤マル!おとなの時刻」が、月1回ペースで放送されていた。
2016年10月6日に、なんばグランド花月で公開収録「復活!!スッごい!おとなの時間 in なんばグランド花月」を実施。レギュラー放送の後期に出演していたケンドーコバヤシ・バッファロー吾郎・松本が、8年振りに顔を揃えた。2017年1月1日には、この模様が新春特別番組として放送されている。
2023年12月28日（木曜日）の20:30 - 21:55には年末特別番組として前述の公開収録の放送以来6年ぶりに同じ顔合わせで放送された。

## 番組の変遷
放送開始以来、放送時間移動や縮小を繰り返しており、まさに「流浪の番組」である。
- 2001年10月06日 - 12月29日 毎週土曜日18:30 - 20:00 (全12回)
  - 放送枠は1時間30分。
  - タイトルは「ケンドーコバヤシおとなの時間」
  - バッファロー吾郎、中村アナもこの当初よりレギュラーである。
- 2002年5月27日 - 10月1日 2:00 - 3:00 (全5回)
  - 約半年のブランクの後に「ケンドーコバヤシ」の冠が取れ、月一回の放送として復活。
  - 放送枠が60分に縮小。
  - 5回ともbaseよしもとでの公開録音。
- 2002年10月13日 - 2003年3月23日 毎週日曜日20:00 - 21:25 (全23回)
  - 放送枠が85分に拡大。
  - 2002年10月27日は日本シリーズのためお休み。
  - 2003年2月2日は30分短縮(20:00 - 20:55)。
- 2003年4月6日 - 2004年3月28日 毎週日曜日（土曜深夜）0:05 - 1:00 (全52回)
  - 放送枠が55分に縮小
  - 2003年8月31日は6時間20分スペシャル
- 2004年4月3日 - 9月25日 毎週土曜日21:30〜21:55 (全26回)
  - 放送枠が25分に縮小。
  - 番組内容が一新。従来の「〜講座」が全て廃止され現在の方式に。
- 2004年10月3日 - 2005年4月3日 毎週土曜日2:00 - 2:30
  - 放送枠が5分拡大し30分番組に。
  - 2005年1月3日は「木村さん家の新年会」新春3時間スペシャル。
- 2005年4月10日 - 2005年10月2日 毎週日曜日（土曜深夜）1:30〜2:00
  - 中村アナのMBSアナウンス室卒業に伴い、番組も8月で卒業。以降は松本アナにバトンタッチ。
- 2005年10月9日 - 2006年3月12日 毎週日曜日（土曜深夜）1:00 - 1:30
  - 2006年3月19、26日は「おもしろGP喜利王ファイナル」放送のため休止。
  - 2006年4月2日は1:00〜2:00の1時間スペシャル。
- 2006年4月9日 - 2008年3月30日 毎週日曜日（土曜深夜）1:30 - 2:00
  - 2007年1月14日 - 2月11日までは、MBSラジオの高石送信所工事の為放送休止。
  - 休止期間中の1月29日月曜日（日曜深夜）には、うめだ花月で行われた公開収録の模様を放送。
  - 2008年3月30日の放送をもって最終回となった。
- 2008年8月10日、「スッごい!おとなの時間リターンズ」としてオーサカキングでの公開収録での模様が放送された。
- 2008年11月30日、「年末ジャンボ宝くじプレゼンツ スッごい!おとなのジャンボな時間」（同タイトルの前半と、「スッごい!おとなの時間」名義の後半との2部構成）として、アシスタントに「イマドキッ」金曜レギュラーの安藤沙耶香を迎えて（前半部のみ）特番を放送。前半部はRKB毎日放送、中部日本放送、北海道放送、山陽放送、東北放送（安藤の地元にある。以上5局は先行ネット）、中国放送（同時ネット）、TBSラジオ（遅れネット）でも放送される。
- 2009年9月7日、「スッごい!おとなの時間 1夜限定復活放送!!」と題してABCホールで行われたバッファロー吾郎20周年記念の公開録音の模様を放送。
- 2016年10月6日 公開収録イベント「復活!!スッごい!おとなの時間 in なんばグランド花月」が開催される。ケンドーコバヤシ、バッファロー吾郎、松本麻衣子に加えて、浅越ゴエ（ザ・プラン9）、川島明（麒麟）、こいで（シャンプーハット）、田村亮（ロンドンブーツ1号2号）、秋山竜次（ロバート）、押尾コータローがゲストとして出演している。
- 2017年1月1日 「復活!!スッごい!おとなの時間 in なんばグランド花月」を22:00 - 23:30に放送。
- 2023年12月28日 年末特別番組として20:30 - 21:55に放送。

### 番外編
バッファロー吾郎の行ってみたいなニューカレドニア
放送日 2002年3月2日 20:00 - 21:00
木村の結婚式の模様。出演はバッファロー吾郎と中村アナのみ。
ケンコバと雨上がり決死隊がお祝いコメントとして出演。
スッごい！おとなの社会勉強〜石田英司さんに聞いてみないとね〜
放送日 2005年8月8日 20:00 - 21:00
石田英司をゲストに招き、政治や経済にまつわる質問をしたり、話を聞く特番。
石田ファンである兵動大樹（矢野・兵動）がゲスト出演。
うめだ花月での公開録音。
オーサカ夜キング ケンコBAR
放送日 2007年7月31日 （毎日放送）
ケンコバと松本アナが司会を務める期間限定帯番組にバッファロー吾郎がゲスト出演。
おとなの時間メンバーがテレビで勢揃いした。

## 2004年3月27日までの各コーナー
おとなの漫画講座
1. 2001.10〜2003.03
漫画の鉄人である木村とケンコバが「最強の○○」というお題に対し、それにふさわしいキャラクターを指名して討論する。
2. 2003.04〜2003.09
木村とケンコバが、お題の漫画作品のドラマ、映画化のキャスティングを決めて討論する。
3. 2003.10.〜
木村とケンコバが、様々なシチュエーションにマッチした漫画を紹介し討論する。シチュエーションはリスナーから募集する。

いずれの時期も、勝敗の判定は竹若、中村アナ、スタッフの三人が下していた。
なお2007年5月では、公開録音の際に「漫画の鉄人」と題した対決が、収録後に行われている。
ゲストが挑戦者として登場し、漫画の鉄人であるバッファロー吾郎とケンコバの3人のうちから相手を選ぶ。
判定は客の拍手。そのほかのルールは1.と同様。
おとなのスポーツ講座
おとなのスポーツといえばキング・オブ・スポーツ、プロレス。毎回一人のプロレスラーを取り上げ、その人生について語る。
おとなのプロレス講座
キング・オブ・スポーツ、プロレスをこよなく愛する3人が、毎回テーマに沿ってN0.1を決める。
おとなのインターネット講座
おとなの生活を素敵に演出してくれるウェブサイトを紹介する。
おとなのエロス講座
木村がおすすめのアダルトビデオを紹介したり、テーマトークをする。
おとなの音楽講座
1. リスナーの悩みを解決する楽曲を、三人が提案する。
2. 三人が毎日放送所蔵の20万枚のレコードの中から、珠玉の一枚を持ち回りで選ぶ。

おとなの雑誌講座
雑誌の達人・ケンコバが発売前の雑誌を、見出しだけでその内容を教える(妄想する)。
おとなの電話講座
番組専用留守番電話に吹き込まれたメッセージを聞くコーナー。
おとなのお仕事講座
毎回「その道」のプロフェッショナルを招き、話を聞く。
おとなの名付け親講座
人生経験豊富、女性経験僅かの3人が、世の中に存在するあらゆる出来事の名付け親になる。
おとなの放課後講座
放送時間が長かった頃は、公開録音の後に公録客アンケートについて色々語るコーナーが存在した。
おとなのゲーム講座
吉本一のゲーマー・竹若が、睡眠時間を削ってまで熱中したゲームを紹介する。
日曜20時期
- 2003年1月12日 ファミリースタジアム
- 2003年1月26日 中山美穂のトキメキハイスクール
- 2003年2月2日 ファミリーサーキット
- 2003年2月09日 ストリートファイターII
- 2003年2月23日 MOTHER2
- 2003年3月2日 スーパーロボット大戦シリーズ
- 2003年3月9日 つっぱり大相撲
- 2003年3月23日 ボクサーズ・ロード

深夜以降後
- 2003年4月6日 カタン (以降しばらく、カタンのコーナーになる)
- 2003年10月5日 ツインビー
- 2003年10月12日 ボコスカウォーズ
- 2003年10月19日 影の伝説
- 2003年10月26日 ぺんぎんくんWARS
- 2003年11月2日 おとなの桃鉄講座 (年末まで)
- 2004年1月4日 福笑い
- 2004年1月18日 メタルギアソリッド
- 2004年1月25日 美味しんぼ 究極のメニュー三本勝負
- 2004年2月1日 ゲゲゲの鬼太郎 妖怪大魔境

おとなの桃鉄講座
「桃太郎電鉄12 西日本編もありまっせー!」発売直前に設けられた宣伝コーナー。
おとなのワイドショー講座
様々な雑誌からピックアップしたネタを元に、トークをする。
そのほか、架空のラジオCMを流したり、生放送の際にはFAXでお題を募集してトークをするなど、タイトルの無いコーナーが存在した。